# Rejencja Kolonia
Rejencja Kolonia (niem. Regierungsbezirk Köln) - jedna z pięciu rejencji niemieckiego kraju związkowego Nadrenia Północna-Westfalia. Siedziba rejencji oraz zarząd znajdują się w Kolonii.

## Geografia
Rejencja Kolonia leży w południowo-zachodniej części kraju związkowego. Od południa graniczy z Nadrenią-Palatynatem, od zachodu z Belgią i Holandią, od północy z rejencją Düsseldorf i od wschodu z rejencją Arnsberg. Rejencja należy do najludniejszych i najgęściej zamieszkanych regionów Niemiec.

## Historia
Rejencja powstała 22 kwietnia 1816 na mocy pruskiej ustawy z 30 kwietnia 1815. Początkowo należała do Prowincji Jülich-Kleve-Berg, a od 1822 do Prowincji Reńskiej. W 1972 wcielono do niej rejencję Akwizgran.

## Podział administracyjny
W skład rejencji Kolonia wchodzą cztery miasta na prawach powiatu oraz osiem powiatów, w tym jeden związek komunalny.
Miasta na prawach powiatu:
| Lp. | Nazwa miasta       | Ludność (31.12.2010) | Powierzchnia km² |
| --- | ------------------ | -------------------- | ---------------- |
| 1   | Akwizgran (Aachen) | 258.664              | 160,84           |
| 2   | Bonn               | 324.899              | 141,22           |
| 3   | Kolonia (Köln)     | 1 007.119            | 405,17           |
| 4   | Leverkusen         | 160.772              | 78,87            |

Powiaty ziemskie:
| Lp. | Nazwa powiatu              | Ludność (31.12.2010) | Powierzchnia km² | Liczba gmin |
| --- | -------------------------- | -------------------- | ---------------- | ----------- |
| 1   | Düren                      | 267.712              | 941,36           | 15          |
| 2   | Euskirchen                 | 190.962              | 1 248,86         | 11          |
| 3   | Heinsberg                  | 254.936              | 628,00           | 10          |
| 4   | Oberberg                   | 280.840              | 918,56           | 13          |
| 5   | Rheinisch-Bergischer Kreis | 276.927              | 437,53           | 8           |
| 6   | Rhein-Erft                 | 464.130              | 704,60           | 10          |
| 7   | Rhein-Sieg                 | 598.736              | 1 153,29         | 19          |

Związki komunalne:
| Lp. | Nazwa związku komunalnego                      | Ludność (31.12.2010) | Powierzchnia km² | Liczba gmin |
| --- | ---------------------------------------------- | -------------------- | ---------------- | ----------- |
| 1   | Region miejski Akwizgran (Städteregion Aachen) | 565.714              | 707,16           | 10          |

## Prezydenci rejencji po 1945
- 1945–1947 Clemens Busch
- 1947-1957 Wilhelm Warsch
- 1957-1958 Walter Rieger
- 1958-1966 Franz Grobben
- 1966-1967 Heinrich Stakemeier
- 1967-1978 Günter Heidecke
- 1978-1999 Franz-Josef Antwerpes
- 1999-2005 Jürgen Roters
- 2005-2010 Hans Peter Lindlar
- 2010-2022 Gisela Walsken
- od 2022 Thomas Wilk